# Jean Delville
Jean Delville, född 19 januari 1867 i Louvain, död 19 januari 1953 i Forest, Bryssel var en belgisk författare och konstnär.
Delville var betydande inom den belgiska Idealiströrelsen, anhängare av Joséphin Péladan och skapare av Salon d'Art Idéalist.

## Utvalda verk
- Porträtt av Fru Stuart Merril, 1892
- École de Plato, 1898